# Полицейские части Москвы

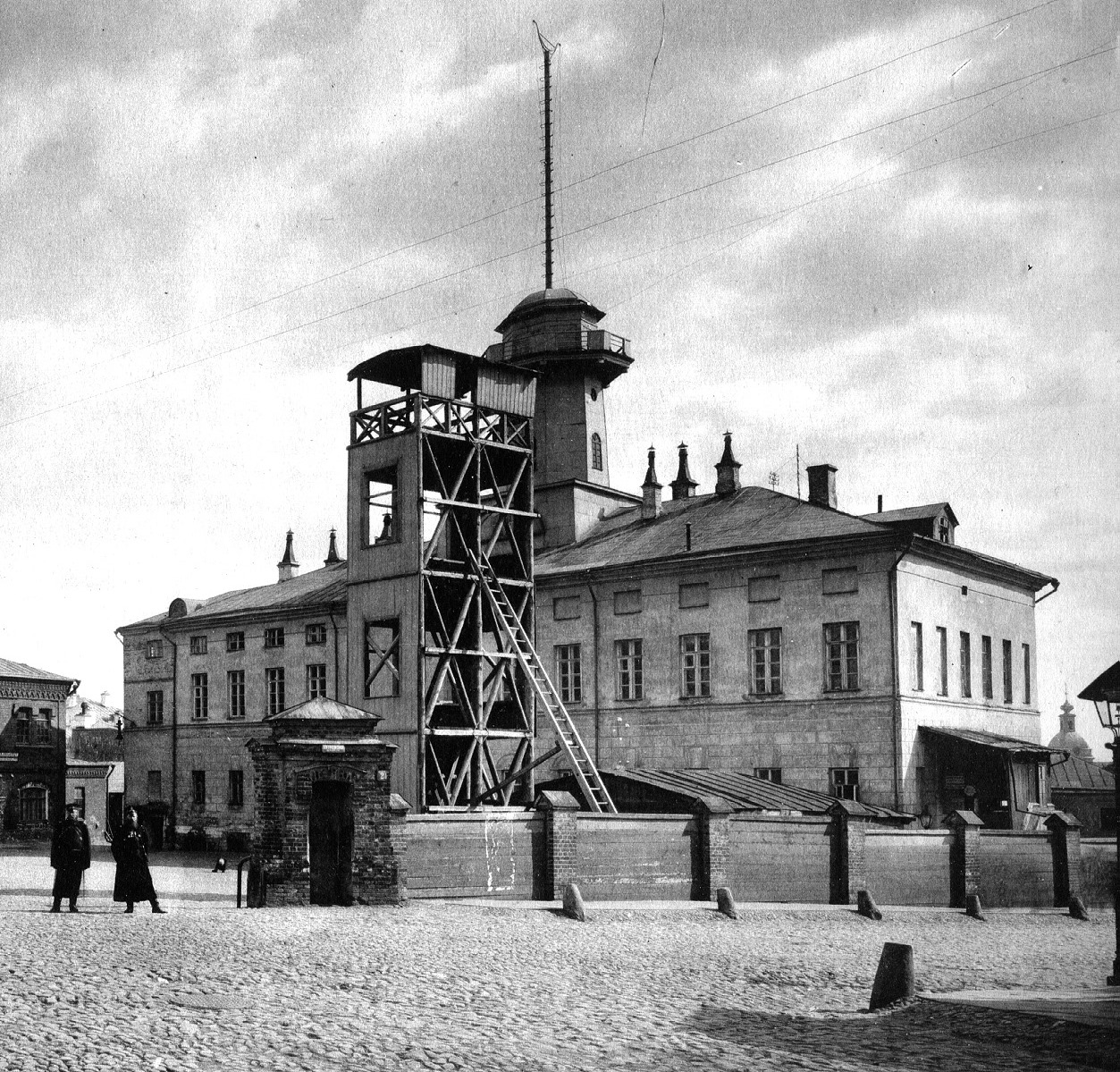
Мясницкая полицейская часть

Полицейская часть — это административно-территориальная единица деления городов. Существовала с 1737 по 1917 год.

## История
Впервые деление города на полицейские части было использовано в Санкт-Петербурге в 1737 году. 8 апреля 1782 года в соответствии с Уставом благочиния полицейские части были введены и в Москве. До этого нововведения город делился на городские команды.
В соответствии с новыми нормами административно-территориального деления города, Москва в границах Камер-Коллежского вала была поделена на 20 частей, в каждую из которых входило от 200 до 700 домов. В полицейские части входили кварталы. Частный пристав руководил квартальными надзирателями.
Центром полицейской части была Канцелярия частного пристава, называвшаяся также съезжим или частным домом или «частью». Частному приставу подчинялись брандмейстер, частный маклер, в задачи которого входило оформление сделок с недвижимостью, маклер, оказывающий услуги посредника при найме рабочих и прислуги. В случае, если рабочие или прислуга не были записаны в маклерскую книгу, они могли быть высланы полицмейстером из города и при споре с хозяевами им не полагалось пособие.
У каждой части был свой номер:
1. Территория Кремля и Китай-города.
2. Восточная часть Замоскворечья, Земляного города от Большой Ордынки.
3. Замоскворечье между Камер-Коллежским и Земляным валом.
4. Западная часть Замоскворечья в Земляном городе от Большой Ордынки.
5. Восточная часть Белого города между Петровкой и Яузой.
6. Западная часть Белого города между Петровкой и Москвой-рекой.
7. Западная часть Земляного города между Москвой-рекой и Арбатом.
8. Земляной город между Тверской улицей и Арбатом.
9. Земляной город между Тверской и Мясницкой улицами.
10. Земляной город между Мясницкой улицей и Москвой-рекой (включая Заяузье).
11. Хамовники от Крымского моста до Смоленской улицы.
12. От Смоленской улицы до Новинского переулка, Пресненских прудов и Москвы-реки с Дорогомиловом.
13. От Москвы-реки, Пресненских прудов и Новинского переулка до Миусского поля.
14. От Миусского поля до Божедомского и Самарского переулков.
15. От Божедомского и Самарского переулков до Большой Переяславской и Большой Спасской улиц.
16. От Большой Переяславской и Большой Спасской улиц до Каланчёвского поля, Старой Басманной и Немецкой улиц.
17. Между Николоямской, Тулинской улицами и Москвой-рекой.
18. Между Николоямской, Тулинской и Воскресенской улицами.
19. Между Покровкой, Немецкой улицей, до Яузы и от Салтыковского до Покровского моста и Большой Семёновской улицы.
20. От Большой Семёновской до Каланчёвского поля[1].

В 1797 году был подписан документ, согласно которому полицейские части стали именоваться в соответствии с территориями, входящими в состав части. Части получили название: Пятницкая, Городская, Серпуховская, Тверская, Мясницкая, Якиманская, Сретенская, Арбатская, Пречистенская, Новинская, Хамовническая, Яузская, Мещанская, Сущёвская, Лефортовская, Рогожская, Басманная, Таганская и Покровская.
В 1829 году территориально-административное деление города претерпело изменения и город был поделён на 17 частей. Новинская часть влилась в Пресненскую и Хамовническую, Таганская вошла в Рогожскую (за Земляным валом) и в Яузскую (внутри вала), Покровская часть вошла в Лефортовскую.
17 января 1799 года был высочайше утверждён Устав столичного города Москвы, согласно которому была упразднена должность частного пристава.